# Ficus mariae
Ficus mariae är en mullbärsväxtart som beskrevs av C.C. Berg, L. Emygdio de Mello Filho och J.P.P. Carauta. Ficus mariae ingår i släktet fikonsläktet, och familjen mullbärsväxter. Inga underarter finns listade i Catalogue of Life.